# Tsagaan-Üür
Tsagaan-Üür (mongol en écriture cyrillique : Цагаан-Үүр сум) est un Sum (district) de Mongolie dans la province de Khövsgöl.